# Ubikacje w Japonii

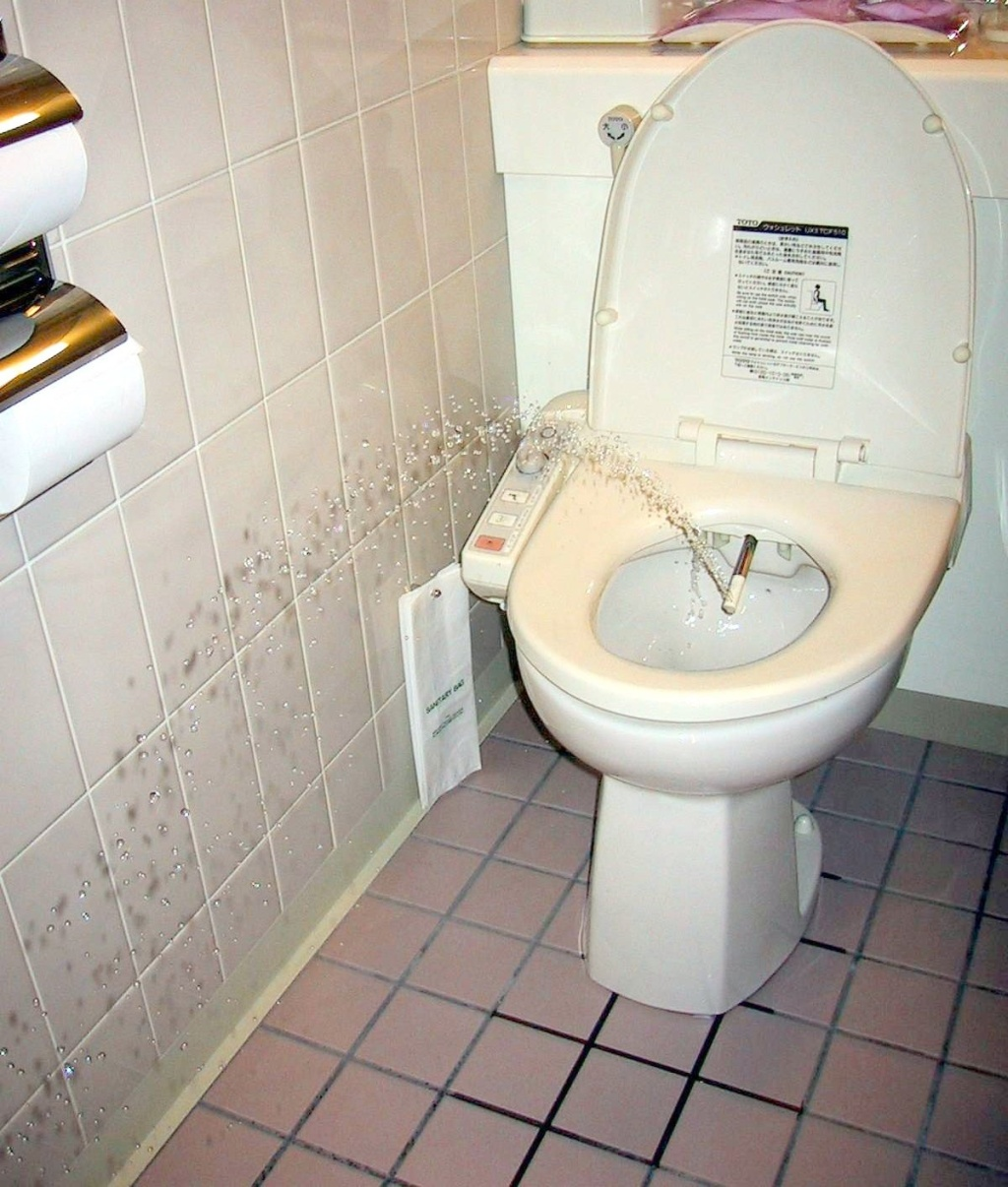
Połączenie sedesu z bidetem (struga wody zostaje odcięta po ustaniu nacisku na deskę – dla potrzeb zdjęcia „oszukano” czujnik)

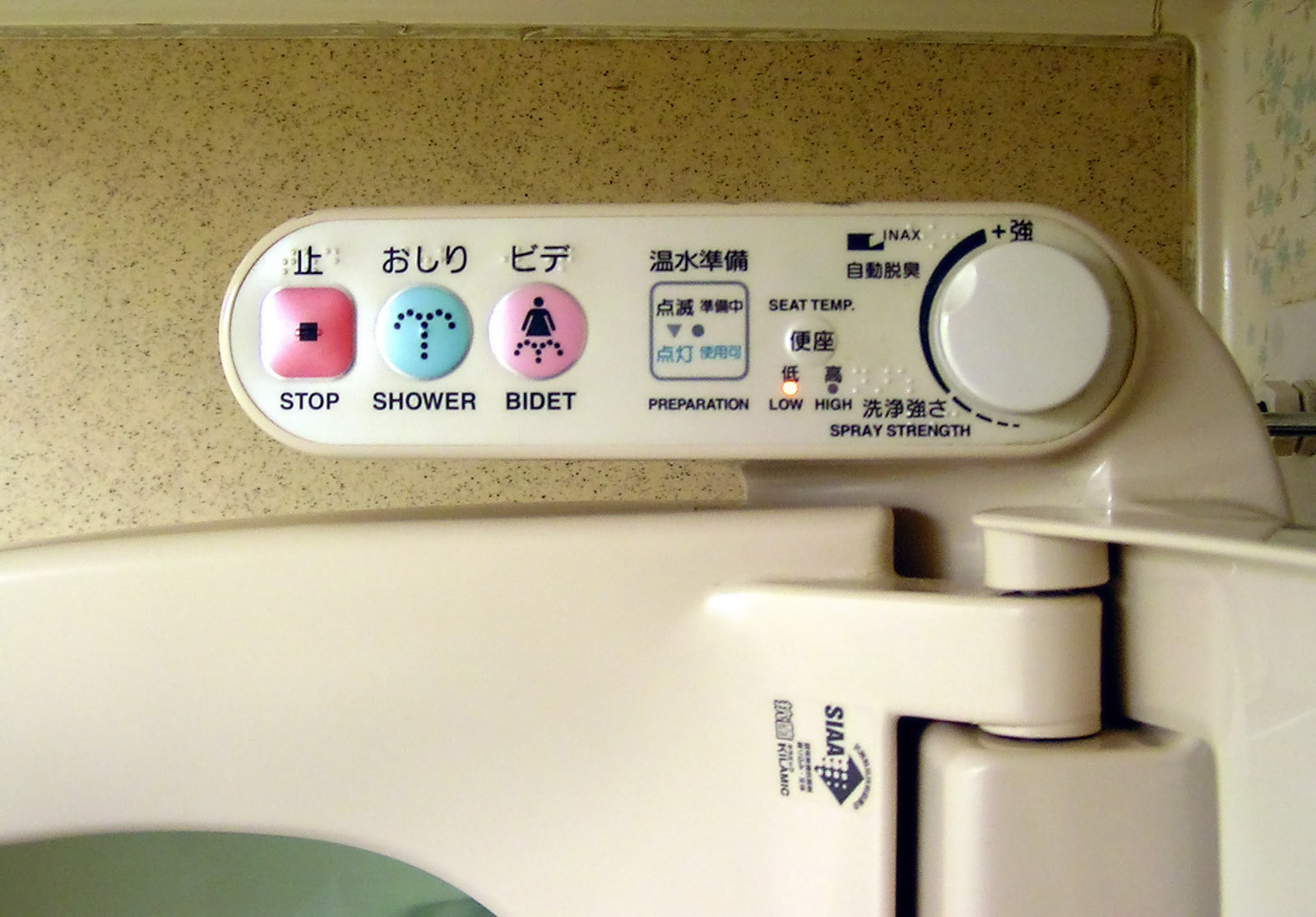
Panel sterowania współczesnej japońskiej ubikacji

Ubikacje w Japonii – istnieją dwa rodzaje ubikacji powszechnie spotykanych w Japonii. Pierwszy i zarazem najstarszy to prosta ubikacja kucana, która nadal jest powszechna wśród ubikacji publicznych. Po II wojnie światowej upowszechnił się drugi rodzaj: współczesne muszle klozetowe (ubikacje w stylu zachodnim) i pisuary. W toaletach w stylu zachodnim stosowane jest połączenie muszli klozetowej z bidetem. Według danych z 2004 roku są one zainstalowane w ponad połowie japońskich gospodarstw domowych. W Japonii ten typ ubikacji jest popularnie nazywany washletem (jap. ウォシュレット woshuretto), po marce Toto Ltd, i posiada zaawansowane wyposażenie, które jest rzadko spotykane poza Azją. W zależności od konkretnego modelu washlet taki może być zaprojektowany do: automatycznego podnoszenia i opuszczania deski sedesowej; mycia odbytu lub sromu; suszenia ciepłym powietrzem; samoczynnego spłukiwania.

## Historia

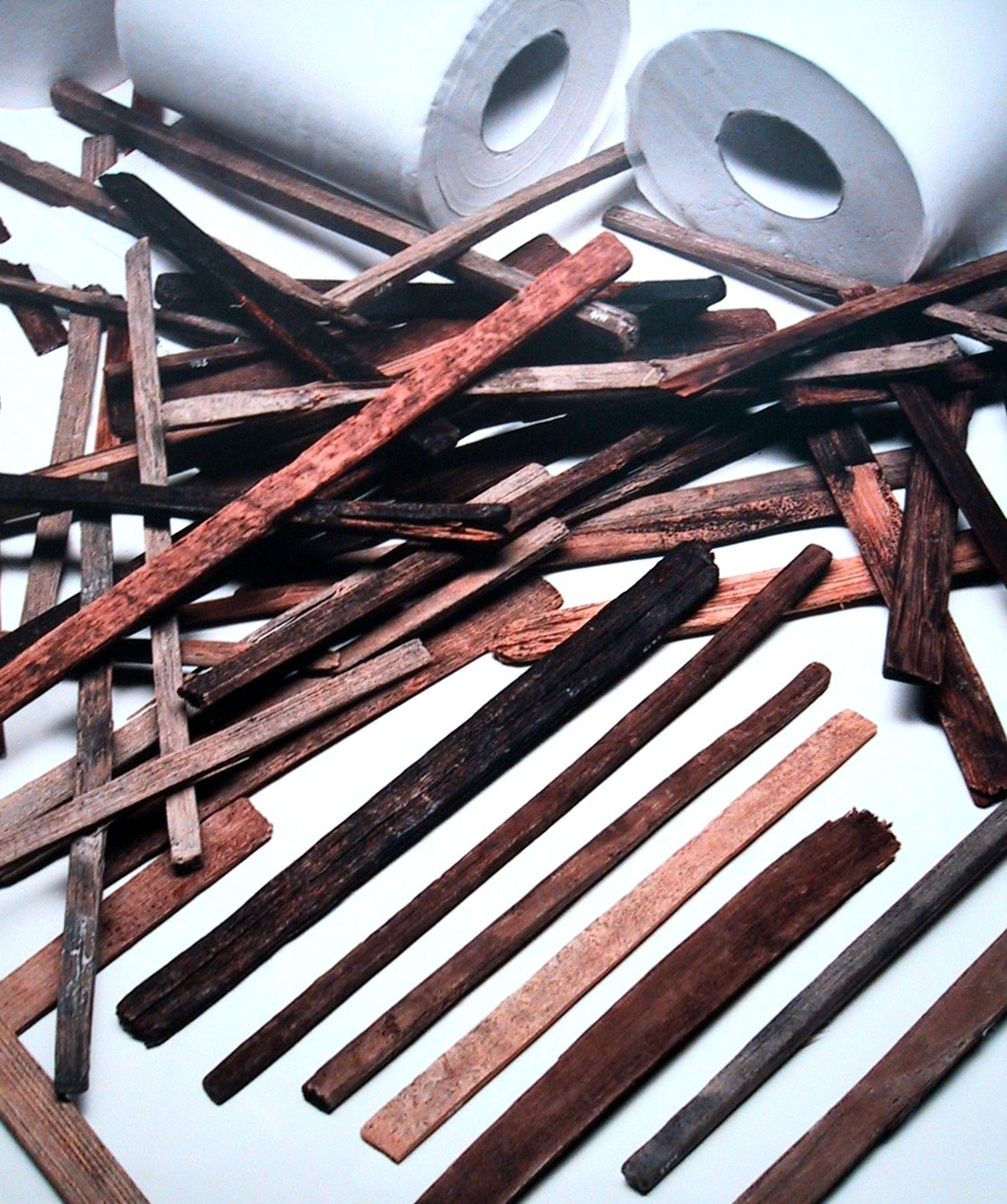
Drewniane drapacze z okresu Nara nazywane chūgi. Współczesna rolka papieru toaletowego w tle dla porównania wielkości

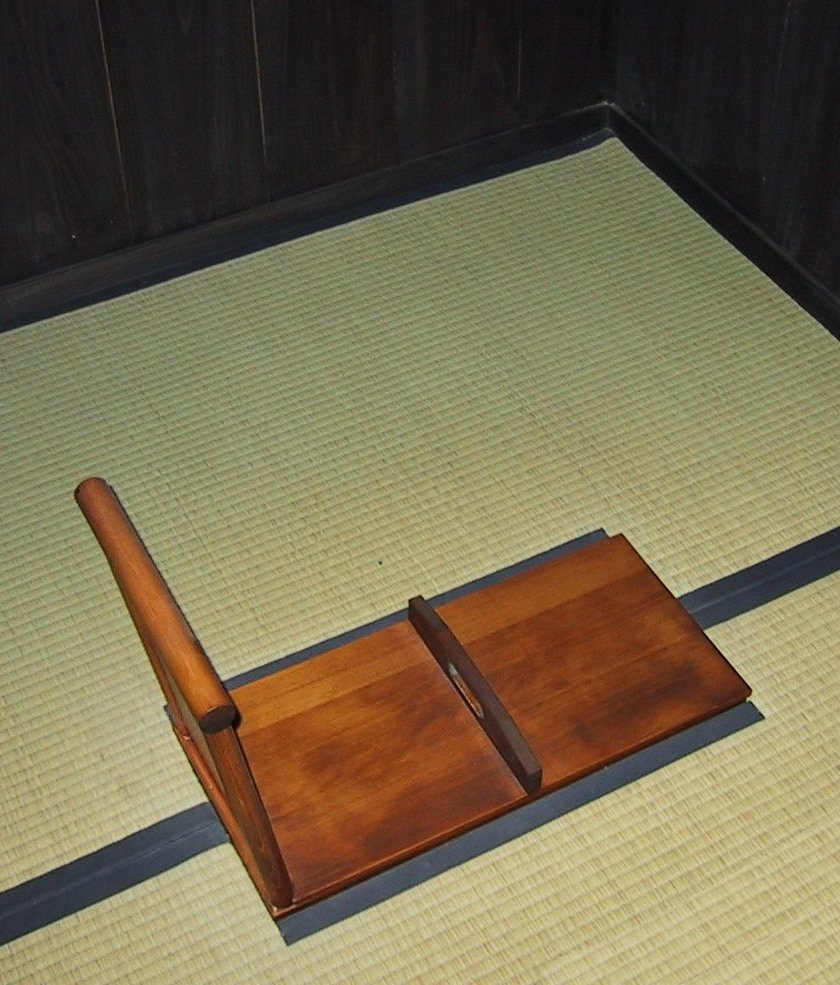
Ubikacja kucana z okresu Meiji należąca do zamożnego Japończyka z okolic Nakatsugawa

W okresie Jōmon osady budowano w kształcie podkowy z centralnie umieszczonym rynkiem i stertami śmieci dookoła osady. W tych stertach odnaleziono koprolity, zwapnione odchody ludzi lub psów. Ich obecność wskazuje na to, że sterty śmieci były używane również jako ubikacje.
Najstarsze odnalezione kanalizacje sanitarne pochodzą z okresu Yayoi (ok. 300 p.n.e. do 250 n.e.). Były używane w większych osadach, prawdopodobnie w połączeniu z ubikacjami.
W Sakurai odkryto prawdopodobne miejsce obrzędów z okresu III w. n.e., które mogło być zarazem ubikacją z bieżącą wodą. Archeolodzy przeanalizowali również szambo pałacu w Fujiwara, pierwszej siedziby dworu cesarskiego i stolicy Japonii w latach 694–710. Tamtejsza ubikacja była zbudowana nad otwartym dołem, podobnie do sławojki.
W okresie Nara (710–784 r. n.e.) w ówczesnej stolicy Japonii wybudowano system drenażu składający się ze strumieni o szerokości 10–15 cm, nad którymi można było kucnąć. Drewniane patyki nazywane chūgi (jap. 籌木) były używane w roli papieru toaletowego. Wcześniej do czyszczenia używano wodorostów, ale w okresie Edo, zostały one zastąpione przez papier toaletowy wykonany z washi (tradycyjny japoński papier). Na terenach górskich używano również drewnianych drapaczy i dużych liści.
Ubikacje budowano często nad płynącym strumieniem. Jeden z pierwszych tego rodzaju przybytków znaleziono w zamku w Akita. Datowana jest na VIII w. n.e.
Powszechniejsze były latryny, ponieważ były łatwiejsze w budowie i pozwalały na wykorzystanie odchodów w roli nawozu – było to ważne dla kraju, w którym buddyzm i związany z nim wegetarianizm wywierały wpływ na zmniejszenie zależności diety od zwierząt gospodarskich, choć owoce morza zawsze były ważną częścią japońskiej diety. Odchody ludzi zamożnych były sprzedawane po wyższej cenie, ponieważ lepiej się odżywiali.
Dokumenty historyczne z IX w. n.e. opisują prawa dotyczące budowania kanałów z czystą i odpadową wodą, szczegółowo omawiając procedury pozbywania się odchodów z ubikacji.
O poranku, po deszczowej nocy, więźniowie powinni być kierowani do czyszczenia ścieków w Pałacu i gabinetach rządowych, jak również ubikacjach wschodnich i zachodnich. („Zebrane interpretacje prawa administracyjnego” – Ryō-no-shūge)
Sprzedaż ludzkich odchodów jako nawozu stała się znacznie mniej powszechna po II wojnie światowej. Stało się tak ze względów higienicznych i rozprzestrzenienia się nawozów chemicznych. Obecnie mniej niż 1% ludzkich odchodów jest używane jako nawóz.
Z historycznego punktu widzenia Japonia miała dużo wyższy standard higieny niż Europa. Uporządkowane usuwanie ludzkich odchodów było powszechne, podczas gdy w Europie ścieki były po prostu wyrzucane na ulice przez większość wczesnej historii nowożytnej. Pierwszy Europejczyk odwiedzający Edo był prawdopodobnie zszokowany, ponieważ nigdy nie widział tak czystego miasta.
Na Okinawie ubikacja była często przyłączona do zagrody świń, które były karmione ludzkimi odchodami. Ze względów higienicznych praktyka ta została zakazana przez amerykańskie władze po II wojnie światowej.
W okresie Azuchi-Momoyama (1568-1600) wybudowano wokół zamku Ōsaka „kanalizację Taiko”, która nadal jest sprawna. Współczesne stosowane systemy kanalizacyjne oddano do użytku w 1884 roku wraz z wybudowaniem pierwszej ceglano-ceramicznej instalacji ściekowej w Kandzie, dzielnicy Tokio. Kolejne systemy kanalizacyjne wybudowano po trzęsieniu ziemi w Tokio w 1923, aby ograniczyć rozprzestrzenianie się chorób na wypadek przyszłych wydarzeń tego typu. Rozbudowa systemu kanalizacji nabrała tempa po II wojnie światowej. Miał on odprowadzać ścieki szybko rozwijających się ośrodków miejskich. Do 2000 roku do kanalizacji podłączone było 60% populacji. Narodowy Dzień Ścieków obchodzony jest 10 września.
Ubikacje w stylu zachodnim i pisuary zaczęły się pojawiać w Japonii na początku XX wieku, ale rozpowszechniły się dopiero po II wojnie światowej, na co wpływ miała okupacja amerykańska. W 1977 roku sprzedaż ubikacji w stylu zachodnim przekroczyła podaż tradycyjnych w Japonii ubikacji kucanych. W 1980 roku TOTO, największa na świecie firma produkująca wyposażenie sanitarne, bazując na szwajcarskich i amerykańskich ubikacjach połączonych z bidetem zaprezentowała Washlet. Japońskie firmy produkują jedne z najbardziej zaawansowanych ubikacji high-tech na świecie.

## Terminologia
Słowo toire (jap. トイレ) jest skróconą formą angielskiego toilet i jest używane zarówno jako określenie muszli klozetowej, jak i pomieszczenia, w którym się ona znajduje.
Powszechnym eufemizmem jest o-tearai (jap. お手洗い; dosł. mycie rąk). Ściśle rzecz biorąc o-tearai odnosi się do umywalki i jest kalką językową słowa łazienka (ang. lavatory). Jest to przypadek analogiczny do używanych w amerykańskiej odmianie języka angielskiego wyrazów bathroom, które dosłownie oznacza pomieszczenie z wanną, i toilet, które dosłownie odnosi się do aktu mycia się. Często również można się spotkać z innym zapożyczeniem językowym, mianowicie keshōshitsu (jap. 化粧室; od amer. powder room, czyli pomieszczenia z ubikacją i umywalką), na znakach w domach towarowych i supermarketach, jak również załączone do piktogramu publicznej ubikacji.
Popularnym słowem dla określenia muszli klozetowej jest benjo (jap. 便所; szalety), pochodzące od słowa ben (jap. 便) oznaczającego „wygodę” lub „kał”. Używa się go często w szkołach podstawowych, na basenach i w innych miejscach publicznych. Nie jest ono niegrzeczne, ale niektórzy mogą woleć użyć bardziej wyrafinowanego słowa. W wielu grach dla dzieci osoba, która zostanie wykluczona z dalszej gry jest wysyłana do specjalnego miejsca, np. środka koła, nazywanego benjo. Język japoński ma wiele innych słów określających miejsce przeznaczone do wydalania, np. kawaya (jap. 厠) i habakari (jap. 憚り), ale większość z nich jest rzadko używana lub archaiczna.
Sama ubikacja (czyli sedes, zbiornik spustowy etc.) nazywana jest benki (jap. 便器). Deska klozetowa to benza (jap. 便座). Nocnik (dla dzieci, osób starszych, ułomnych) jest nazywany omaru (jap. 御虎子).

## Rodzaje ubikacji

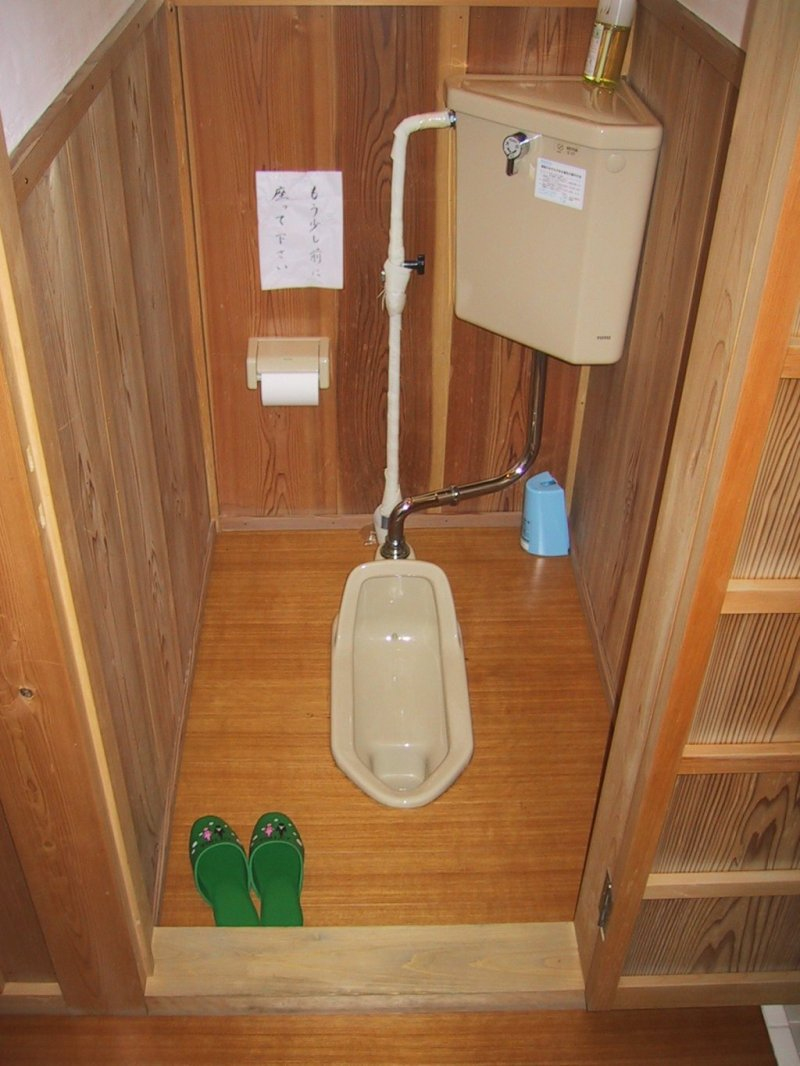
Współczesna japońska ubikacja kucana razem z klapkami toaletowymi. Ręczny napis na kartce na lewo od pionowej rury znaczy „Proszę kucać trochę bliżej”

### Ubikacja kucana
Tradycyjna japońska ubikacja to ubikacja kucana, znana również jako ubikacja azjatycka, ponieważ podobne ubikacje występują w całej Azji. Ubikacja kucana różni się od ubikacji zachodnich budową i sposobem użytkowania. Wygląda jak pisuar obrócony o 180 stopni i wbudowany w podłogę. Większość tego rodzaju toalet zrobiona jest z porcelany, a w niektórych przypadkach (np. w pociągach), używana jest również stal nierdzewna. Zamiast siadać, użytkownik kuca nad ubikacją twarzą w stronę ściany z tyłu pomieszczenia. W odróżnieniu od zachodnich ubikacji odchody zbierają się w płytkiej niecce, zamiast w wypełnionej wodą miednicy. Pozostały osprzęt (taki jak zbiornik wody, spłuczka) może być taki sam jak w zachodnich ubikacjach. Spłukiwanie wody powoduje przepłynięcie odchodów z niecki do pośredniego zbiornika, z którego później odprowadzane są do kanalizacji. Spłuczkę obsługuje się często tak samo jak w ubikacjach zachodnich, choć można spotkać wersje z uchwytem, który należy pociągnąć, lub z pedałem nożnym. Wiele japońskich ubikacji posiada dwa rodzaje spłukiwania mały (jap. 小) i duży (jap. 大). Różnica polega na ilości użytej wody. Pierwszy jest przeznaczony dla moczu (jap. 小便 shōben; dosł. „małe wydalanie”), a drugi dla kału (jap. 大便 daiben; dosł. „duże wydalanie”). Dźwignia jest często ustawiona na ustawienie „małe”, aby zapewnić ciągły dźwięk kamuflujący dla zapewnienia prywatności.
Powszechne są dwie odmiany ubikacji kucanej: jeden, w którym niecka jest na poziomie podłogi, i drugi, w którym jest ona uniesiona na podeście około 30 cm. Korzystanie z tej drugiej jest łatwiejsze dla mężczyzn przy oddawaniu moczu na stojąco, choć obydwa rodzaje mogą być wykorzystywane do tego celu. Nie ma również różnicy przy defekacji, ani przy oddawaniu moczu w pozycji kucanej. Użytkownik staje nad ubikacją kucaną twarzą w stronę tylnej ściany i opuszcza spodnie (podciąga spódnicę) i bieliznę do kolan. Następnie kuca nad otworem tak blisko niecki, jak to możliwe, ponieważ jeśli użytkownik kucnie zbyt daleko, kał spadnie do tylnej części pojemnika. Dlatego w publicznych ubikacjach kucanych znajdują się znaki przypominające „proszę kucać krok bliżej”.
Osoby początkujące i cudzoziemcy często trzymają się rury znajdującej się z przodu. Jeśli rury są zabudowane lub niedostatecznie mocno przymocowane, czasami instaluje się osobny uchwyt, aby wspomóc użytkownika w utrzymaniu równowagi podczas korzystania z ubikacji i przy wstawaniu. Kolejną taktyką stosowaną przez cudzoziemców chcących uniknąć żenujących wypadków jest całkowite rozebranie się od pasa w dół i powieszenie ubrań na haku przed wypróżnieniem.
Japońska firma TOTO produkuje ubikację kucaną z wbudowanym bidetem. Popularność tego produktu jest nieznana.
Istnieje również połączenie ubikacji kucanej z systemem zachodnim osiągnięte przez zastosowanie rodzaju stołka z otworem w środku, który stawia się nad niecką na fekalia. Hybryda taka jest powszechna jedynie na obszarach wiejskich, które są czasami odwiedzane przez cudzoziemców. Bardziej popularnym rozwiązaniem są uchylne lub stałe deski klozetowe umieszczane nad japońską ubikacją. Dostępne są rozszerzenia montowane na stałe umożliwiające przekształcenie ubikacji kucanej w washlet, jak również specjalne platformy służące uniesieniu użytkownika ponad ubikacją kucaną do poziomu ubikacji w stylu zachodnim.

### Styl zachodni
Używana na świecie muszla klozetowa, w Japonii znana jest jako ubikacja w stylu zachodnim (jap. 洋式 yōshiki). Toalety w stylu zachodnim są obecnie powszechniejsze w japońskich domach od tradycyjnych ubikacji kucanych, choć w niektórych starszych mieszkaniach ciągle można znaleźć naklejki ilustrujące poprawny sposób korzystania przy mikcji lub defekacji. Większość miejsc publicznych, takich jak: szkoły, świątynie i stacje kolejowe, wyposażona jest jedynie w ubikacje kucane, jednakże we własnych domach Japończycy wolą móc usiąść, zwłaszcza osoby starsze lub niepełnosprawne, dla których długotrwałe kucanie jest niewygodne.
Muszle klozetowe w Japonii posiadają funkcje oszczędzania wody, takie jak możliwość wyboru pomiędzy „dużym” i „małym” spłukaniem. Popularny jest też system wykorzystujący do spłukiwania wodę, której poprzedni użytkownik użył do mycia rąk.

#### Washlet

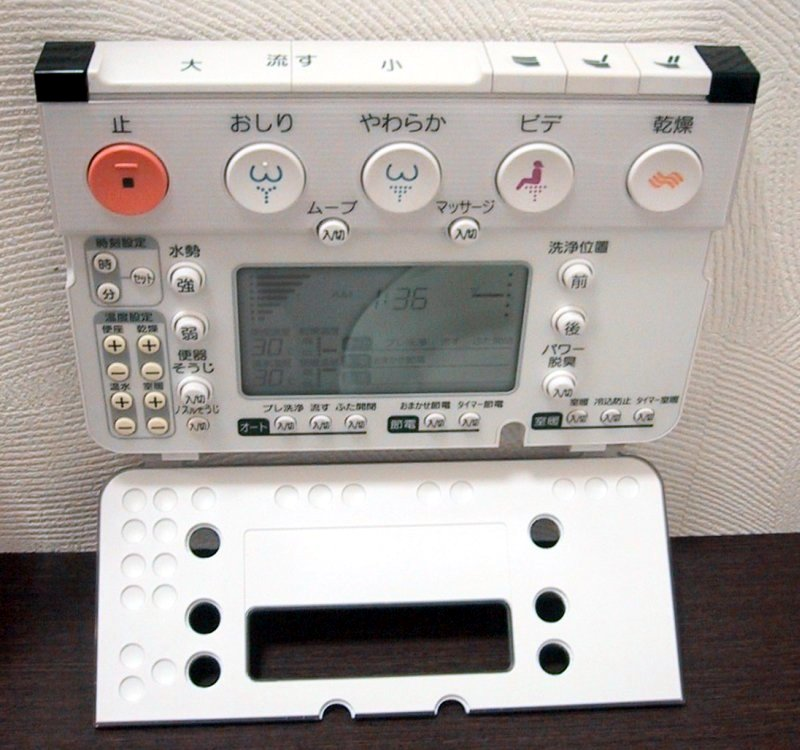
Bezprzewodowy panel sterujący ubikacją. Posiada 38 przycisków i ekran LCD

Współczesną ubikację w Japonii nazywa się washletem (jap. ウォシュレット woshuretto, od ang. wash toilet) lub deską klozetową czyszczącą ciepłą wodą (jap. 温水洗浄便座 onsui senjō benza). Jest to jeden z najbardziej zaawansowanych rodzajów ubikacji na świecie. Produkt firmy TOTO Washlet Zoe został odnotowany w księdze rekordów Guinnessa jako najbardziej zaawansowana ubikacja na świecie posiadająca 7 funkcji. Ponieważ model został zaprezentowany w 1997, najprawdopodobniej jest mniej zaawansowany od najnowszego modelu TOTO Neorest.
Pomysł washletu przyszedł z zagranicy. Pierwsza muszla klozetowa ze zintegrowanym bidetem została wyprodukowana w Szwajcarii w 1964 roku. Era ubikacji naszpikowanych elektroniką zaczęła się w Japonii w 1980 roku wraz z zaprezentowaniem Washlet G Series przez TOTO. Od tamtej pory nazwa washlet jest używana w odniesieniu do wszystkich rodzajów japońskich elektroniczno-mechanicznych systemów muszli klozetowych. W 2002 roku prawie połowa domostw japońskich posiadała taką ubikację, co przewyższało liczbę domostw posiadających komputer osobisty. Na pierwszy rzut oka muszla taka wygląda podobnie do spotykanych na Zachodzie. Jednakże posiada ona kilka dodatkowych funkcji takich jak: suszarka, podgrzewanie siedziska, opcje masażu, ustawienia strumienia wody, automatyczne podnoszenie pokrywy, automatyczne spłukiwanie itd. Funkcje te obsługiwane są za pomocą panelu sterującego, który może być przymocowany do deski sedesowej lub umiejscowiony na ścianie (wówczas często jest bezprzewodowy).

##### Podstawowe wyposażenie
Najbardziej podstawową funkcją jest zintegrowany bidet w postaci dyszy wielkości ołówka umieszczonej pod deską sedesową. Posiada ona dwie funkcje: czyszczenie odbytu i bidet. Pierwsza nazywana jest myciem tyłka, ogólnym użytkowaniem lub rodzinnym czyszczeniem. Drugą funkcję nazywa się żeńskim czyszczeniem, żeńskim myciem lub po prostu bidetem. Dysza nigdy nie dotyka ciała użytkownika. Jest ona samoczyszcząca i czyści się przed i po każdym użyciu. Użytkownik może wybrać mycie odbytu lub sromu poprzez naciśnięcie odpowiedniego przycisku na panelu sterującym. Zwykle do wykonywania obydwu funkcji używana jest ta sama dysza, jednak przy użyciu innej pozycji główki i otworów dyszy tak, aby woda tryskała w odpowiednim kierunku. Czasami wykorzystywane są dwie dysze, z których każda skierowana jest na inny obszar ciała. Oprogramowanie sterujące połączone jest z czujnikiem nacisku zamontowanym w desce klozetowej, dzięki czemu nie istnieje ryzyko omyłkowego opryskania użytkownika. Pierwsze modele nie posiadały tej funkcji, dlatego część użytkowników zapoznając się z urządzeniem naciskała przycisk, przez co ich twarz oblewana była strumieniem ciepłej wody.

##### Możliwości dostosowania ustawień

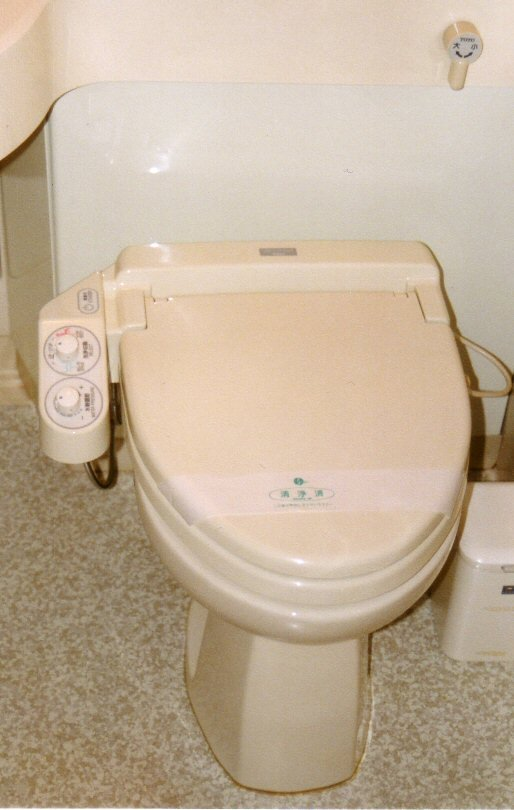
Japońska ubikacja z pokrętłami wyboru ustawień

Większość ubikacji elektronicznych ma również opcję wyboru ciśnienia i temperatury wody, co umożliwia ich dostosowanie do preferencji użytkownika. Domyślnie srom jest opryskiwany pod mniejszym ciśnieniem niż odbyt. Japońscy naukowcy odkryli, że większość użytkowników preferuje wodę o temperaturze nieco wyższej niż temperatura ciała – temperatura 38 °C jest uważana za najlepszą. Często można również ustawić ręcznie pozycję dyszy. Najbardziej zaawansowane technicznie washlety posiadają również opcję pulsującego lub drgającego strumienia wody. Producenci tych urządzeń twierdzą, że pomaga to przy zaparciu i hemoroidach. Tego rodzaju urządzenia potrafią też mieszać wodę z mydłem, aby uzyskać jak najlepszy efekt czyszczący.
Washlet może całkowicie zastąpić papier toaletowy, ale wielu użytkowników nadal go używa. Inną często spotykaną opcją jest suszarka, której temperaturę można ustalać w zakresie od 40 °C do 60 °C, służąca suszeniu części intymnych po skorzystaniu ze zintegrowanego bidetu.

##### Zaawansowane wyposażenie

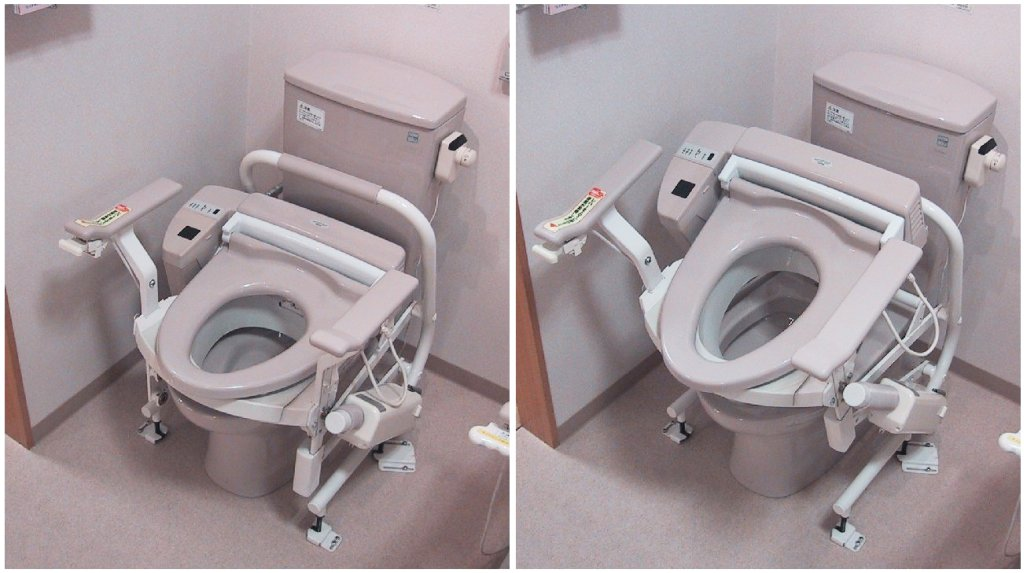
Elektrycznie podnoszona deska klozetowa ułatwiająca wstawanie

Do innych spotykanych opcji należą: automatycznie otwierana pokrywa wyposażona w czujnik zbliżeniowy, który otwiera lub zamyka pokrywę w zależności od pozycji użytkownika. Najnowszą innowacją są inteligentne czujniki rozpoznające stojącą pozycję użytkownika, wówczas automatycznie otwierają pokrywę (jeśli osoba stoi tyłem do ubikacji) lub pokrywę wraz z siedziskiem (jeśli osoba stoi przodem do ubikacji); podgrzewane siedzisko, którego temperaturę można regulować w przedziale od 30 °C do 40 °C.
Funkcja ogrzewania siedziska jest bardzo popularna. Można ją znaleźć nawet w ubikacjach, które nie posiadają funkcji bidetu. Jest to często przedstawiane jako przykład zbytecznego użycia techniki. Jednak ponieważ większość japońskich domostw nie posiada centralnego ogrzewania podgrzewanie siedziska zimą wyraźnie poprawia komfort użytkowania.
Niektóre washlety odtwarzają muzykę, co ma na celu ułatwienie rozluźnienia zwieracza (np. ubikacje firmy Inax odtwarzają kilka pierwszych nut Op. 62 No. 6 Frühlingslied Felixa Mendelssohna). Kolejnymi spotykanymi funkcjami są: automatyczne spłukiwanie, automatyczny odświeżacz powietrza i powierzchnia antybakteryjna.
Niektóre modele zaprojektowane z myślą o osobach starszych mogą być wyposażone w podłokietniki lub urządzenia pomagające wstać. Funkcja delikatnego zamykania spowalnia pokrywę przy zamykaniu, aby nie trzaskała. W niektórych modelach pokrywa zamyka się automatycznie po określonym wcześniej czasie od spłukania.
Najnowsze modele zapisują pory, w których ubikacja jest używana i mają opcję oszczędzania energii, która ogrzewa siedzisko tylko wtedy, gdy na podstawie ułożonego harmonogramu istnieje wysokie prawdopodobieństwo jej użytkowania. Niektóre ubikacje mogą wytwarzać poświatę w ciemności lub nawet mieć klimatyzację na gorące letnie dni.
Instrukcje obsługi tych toalet są przeważnie tylko w języku japońskim, choć większość przycisków często oznaczona jest piktogramami. Przycisk spłuczki przeważnie opisany jest jedynie znakami chińskimi, przez co osoby nieznające pisma japońskiego mogą mieć problem ze znalezieniem odpowiedniego przycisku. Z tego samego powodu obcokrajowcy mogą nie być w stanie skorzystać z wielu zaawansowanych funkcji.

##### Planowany rozwój
Producenci dodali do ubikacji czujniki medyczne, które mogą mierzyć: stężenie cukru we krwi (w oparciu o badanie moczu), tętno, ciśnienie krwi oraz zawartość tkanki tłuszczowej w ciele. Prowadzone są badania nad możliwościami wykonywania kolejnych pomiarów. Dane mogłyby być automatycznie wysyłane do lekarza poprzez wbudowany moduł telefonii komórkowej.
Rozpoczyna się również produkcja ubikacji witających użytkownika. Jednakże urządzenia te są rzadko spotykane w Japonii, a ich przyszły sukces komercyjny jest trudny do przewidzenia. Prowadzone są również badania nad ubikacją sterowaną głosem. TOTO, NAIS i inne japońskie firmy produkują również przenośne, zasilane bateriami „washlety podróżne”, które przed użyciem muszą być napełnione ciepłą wodą.

##### Syndrom washletu
Częsta lewatywa wykonywana za pomocą strumienia wody o wysokim ciśnieniu może osłabić zdolność do samodzielnego wypróżniania, co może prowadzić do poważniejszego zatwardzenia.
Wielokrotne oddziaływanie na odbyt strumienia wody o wysokim ciśnieniu może również powodować nadmierne wyjałowienie niszcząc naturalną florę bakteryjną okolic odbytu, która zwykle chroni przed infekcjami obcymi bakteriami. Niektórzy japońscy proktolodzy nazwali to syndromem washletu (jap. ウォシュレット症候群 woshuretto shōkōgun) lub syndromem deski klozetowej z ciepłą wodą (jap. 温水便座症候群 on-sui ben-za shōkōgun).

### Pisuary męskie i damskie

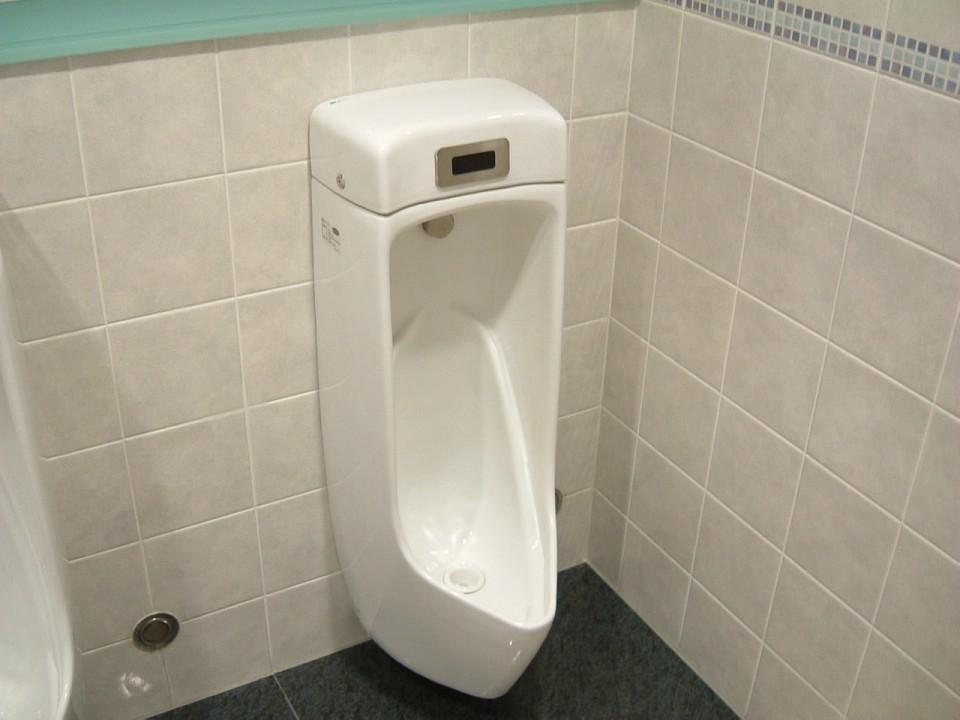
Współczesny pisuar w Japonii

Pisuary w Japonii są podobne do tych spotykanych w pozostałych częściach świata, choć przeważnie są niżej zawieszone. Zamontowane są głównie w męskich ubikacjach publicznych i męskich ubikacjach z dużą liczbą użytkowników.
Przed i w okresie Meiji pisuary były używane powszechnie zarówno przez mężczyzn, jak i kobiety. Zgodnie z tradycją kimono noszone jest bez bielizny. Kobiety jedynie podciągały swoje kimono i dzięki skierowaniu sromu w górę były w stanie skierować mocz do pisuaru. Ten zwyczaj zanikł w XX wieku, gdy większość kobiet zaczęła nosić ubrania w stylu zachodnim. Obecnie nawet kimona są prawie zawsze noszone z bielizną.
Damski pisuar przeżył małe odrodzenie między 1951 a 1968 rokiem za sprawą firmy TOTO. Urządzenie to miało kształt stożka i umieszczane było na podłodze. Jednakże nie było popularne i ocalało tylko kilka z nich, włącznie z tymi pod Narodowym Stadionem Olimpijskim w Tokio, który został wybudowany na potrzeby Letnich Igrzysk Olimpijskich w 1964.

## Wyposażenie charakterystyczne dla Japonii
Wyposażenie ubikacji w Japonii jest podobne do spotykanego w innych ubikacjach na świecie włączając w to: papier toaletowy, szczotkę klozetową, umywalkę itp. Jednakże istnieją elementy wyposażenia, które są rzadko spotykane poza Japonią.

### Dźwiękowa księżniczka

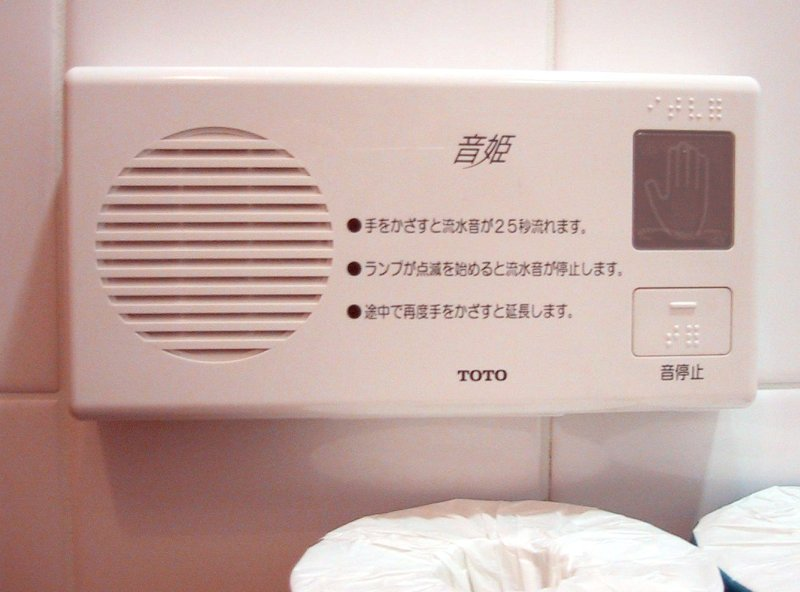
Otohime w damskiej toalecie, czarny kwadrat to czujnik ruchu, który uruchamia i zatrzymuje dźwięk

Wiele japońskich kobiet jest zażenowanych myślą, że ktoś mógłby je usłyszeć w czasie oddawania moczu. Aby ukryć dźwięk wydalania, wiele kobiet korzystając z ubikacji publicznych nieustannie spłukiwało wodę, przez co zużywano zbytecznie dużo wody. Ponieważ kampanie edukacyjne nie przyniosły rezultatów, w latach 80. XX wieku wprowadzono urządzenie zagłuszające, które po uruchomieniu wytwarzało melodię lub dźwięk spłukiwanej wody. Powszechnie stosowanym urządzeniem jest Otohime (jap. 音姫; dosł. dźwiękowa księżniczka), nawiązujące m.in. do imienia księżniczki Otohime (której imię zapisuje się za pomocą innego ideogramu – 乙姫), pięknej córki króla morza Ryūjina (legenda o Tarō Urashimie). Obecnie urządzenie to jest umieszczane w większości nowych publicznych ubikacji dla kobiet, a wiele spośród starszych publicznych ubikacji dla kobiet zostało zmodernizowanych pod tym kątem.
Otohime może być osobnym, zasilanym bateryjnie urządzeniem przyczepionym do ściany lub zintegrowanym elementem washletu. Uruchamia się je przez wciśnięcie przycisku lub ustawienie ręki przed czujnikiem ruchu. Dźwięk ustaje po ponownym wciśnięciu przycisku lub po upływie określonego czasu. Oszacowano, że dzięki niemu można zaoszczędzić do 20 litrów wody przy każdorazowym użyciu. Niektóre kobiety uważają, że Otohime brzmi sztucznie i wolą spłukiwać wodę. Jak dotąd nie stwierdzono zapotrzebowania na tego typu urządzenia w męskich ubikacjach publicznych.

### Klapki toaletowe

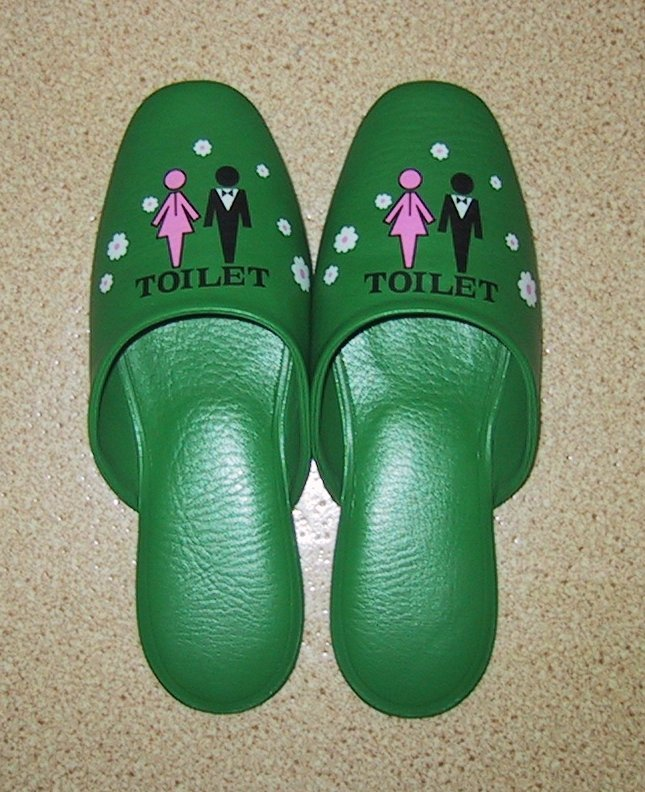
Klapki toaletowe

W japońskiej kulturze istnieje skłonność do dzielenia obszarów na czyste i nieczyste oraz minimalizowania kontaktu między nimi. Na przykład wnętrze domu uważane jest za czyste, a obszar na zewnątrz niego za nieczysty. Aby oddzielić te dwa obszary, zdejmuje się nieczyste buty przed wejściem do domu tak, aby nie miały styczności z czystym wnętrzem domu. Historycznie ubikacje były umieszczone poza domem i w drodze do nich noszono buty. Dziś ubikacje są prawie zawsze wewnątrz domu, a warunki higieniczne uległy znaczącej poprawie, ale ubikacja nadal uważana jest za nieczystą, mimo że istnieje o wiele większe prawdopodobieństwo skażenia bakteryjnego w innych rejonach domu.
Aby zminimalizować kontakt pomiędzy nieczystą podłogą ubikacji a czystą podłogą w pozostałej części domostwa, w wielu domach, jak również w niektórych publicznych ubikacjach, przed drzwiami do ubikacji znajdują się klapki toaletowe (jap. トイレスリッパ toire surippa), które powinny być noszone wewnątrz niej i zdejmowane natychmiast po jej opuszczeniu. Ich obecność (lub brak) wskazuje również to, czy ktoś korzysta w danym momencie z ubikacji. Klapki są produkowane w różnych formach: proste wykonane z tworzywa, ozdobne z nadrukami postaci anime dla małych dzieci, a nawet ze zwierzęcego futra dla zamożnych. Częstym faux pas popełnianym przez obcokrajowców jest zapomnienie o zdjęciu klapek toaletowych po opuszczeniu ubikacji i noszenie ich w pozostałej części domu, a co za tym idzie mieszanie obszaru czystego z nieczystym.

## Ubikacje publiczne

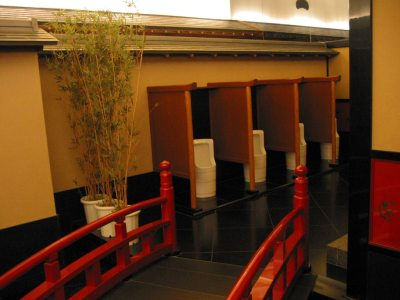
Pisuary w męskiej toalecie w hotelu Meguro Gajoen, Tokio 2003

Ubikacje publiczne są zwykle łatwo dostępne w całej Japonii. Można je znaleźć w domach towarowych, supermarketach, księgarniach, sklepach muzycznych i parkach, jak również na wszystkich stacjach kolejowych poza położonymi w małych miejscowościach. Niektóre starsze budynki ubikacji publicznych nie mają drzwi, dlatego mężczyźni korzystający z pisuarów są widoczni dla osób przechodzących obok. Od początku lat 90. XX wieku istniał ruch społeczny mający na celu uczynienie ubikacji publicznych czyściejszymi i bardziej gościnnymi, niż były w przeszłości. Można się również spotkać z Japończykami oddającymi mocz publicznie, będąc pod wpływem alkoholu, bądź też nie. Społeczeństwo japońskie potępia ten obyczaj, nazywany tachi-shōben (jap. 立ち小便 oddawanie moczu na stojąco).
Choć wzrasta liczba toalet publicznych, które mają zarówno ubikacje w stylu zachodnim, jak i kucane, wiele stacji kolejowych w rejonie Tokio i publicznych szkół w całej Japonii ma zainstalowane jedynie ubikacje kucane. Podobnie jest również w parkach, świątyniach, tradycyjnych restauracjach i starszych budynkach. Ubikacje w stylu zachodnim są zwykle oznaczane ideogramami 洋式 (yōshiki), angielskimi słowami „Western-style”, uniwersalnym symbolem tego rodzaju ubikacji lub kombinacją tych trzech. Ubikacje dla niepełnosprawnych są zawsze w stylu zachodnim.
Papier toaletowy jest zwykle, lecz nie zawsze dostępny, więc wielu Japończyków nosi ze sobą małe paczki chusteczek do używania zamiast niego. Paczki takie są rutynowo rozdawane przechodniom jako reklama. Maszyny z papierem toaletowym na monety instaluje się czasami na zewnątrz ubikacji jako ostatnia deska ratunku dla zdesperowanych lub nieprzygotowanych.
Wiele publicznych ubikacji nie posiada mydła do mycia rąk, ani ręczników do ich wycierania, dlatego zaleca się nosić ze sobą chusteczki. Niektóre toalety publiczne są wyposażone w suszarki do rąk o dużej mocy, aby zmniejszyć ilość odpadów tworzonych przez papierowe ręczniki. Suszarki i krany są coraz częściej montowane wraz z czujnikami ruchu, aby dodatkowo zwiększyć oszczędność. Niemycie rąk w ogóle jest uważane za takie samo faux pas w Japonii, jak i w innych kulturach.

## Aspekty kulturowe
W Japonii czystość jest bardzo istotnym czynnikiem. Niektórymi japońskimi słowami oznaczającymi „czystość” wyraża się piękno, np. słowo kirei (jap. きれい, 綺麗) można tłumaczyć jako ładny, piękny, czysty, schludny. Może to tłumaczyć zarówno trwały sukces ubikacji kucanych ograniczających kontakt ciała z ubikacją, jak również sukces washletów. Istnieje również duży rynek dezodorantów i odświeżaczy powietrza, które nadają przyjemny zapach pomieszczeniu. Jedna z firm posunęła się na tyle daleko, że opracowała pigułkę do brania wraz z jedzeniem, która ma sprawiać, by produkty przemiany materii były bezzapachowe.
Ze względu na zatłoczone warunki życia w japońskich miastach i brak pomieszczeń, które mogą być zamknięte od wewnątrz, ubikacja może być jednym z niewielu pomieszczeń w tradycyjnym japońskim domu, które umożliwia zachowanie prywatności. Niektóre ubikacje są wyposażone w półkę z książkami, inne są wypełnione artykułami związanymi z postaciami z kreskówek (np. figurki, plakaty), a do niektórych ludzie mogą wchodzić z gazetą. Tak czy inaczej ubikacja, gdy tylko to możliwe, jest w pomieszczeniu oddzielonym od łazienki. Wynika to z oddzielania czystego od nieczystego i jest mocnym punktem przy wynajmie nieruchomości.
Ubikacje kucane i ubikacje high-tech są powodem zakłopotania cudzoziemców nieprzyzwyczajonych do tego typu urządzeń. Obecne są anegdoty o cudzoziemcach, którzy przyciskając losowe przyciski na panelu sterowania (z ciekawości lub w poszukiwaniu spłuczki), zostali wystraszeni przez strumień wody skierowany na ich odbyt lub genitalia. Ponieważ strumień utrzymywał się przez kolejne kilka sekund po tym, gdy podskoczyli ze strachu, ich ubrania lub pomieszczenie bywały również zamoczone. Obecnie wiele japońskich ubikacji jest wyposażona w czujniki nacisku, które automatycznie wyłączają bidet, gdy użytkownik wstaje z siedzenia. Wiele również posiada opisy przycisków w języku angielskim, aby zredukować szok kulturowy.

## Aspekty ekologiczne

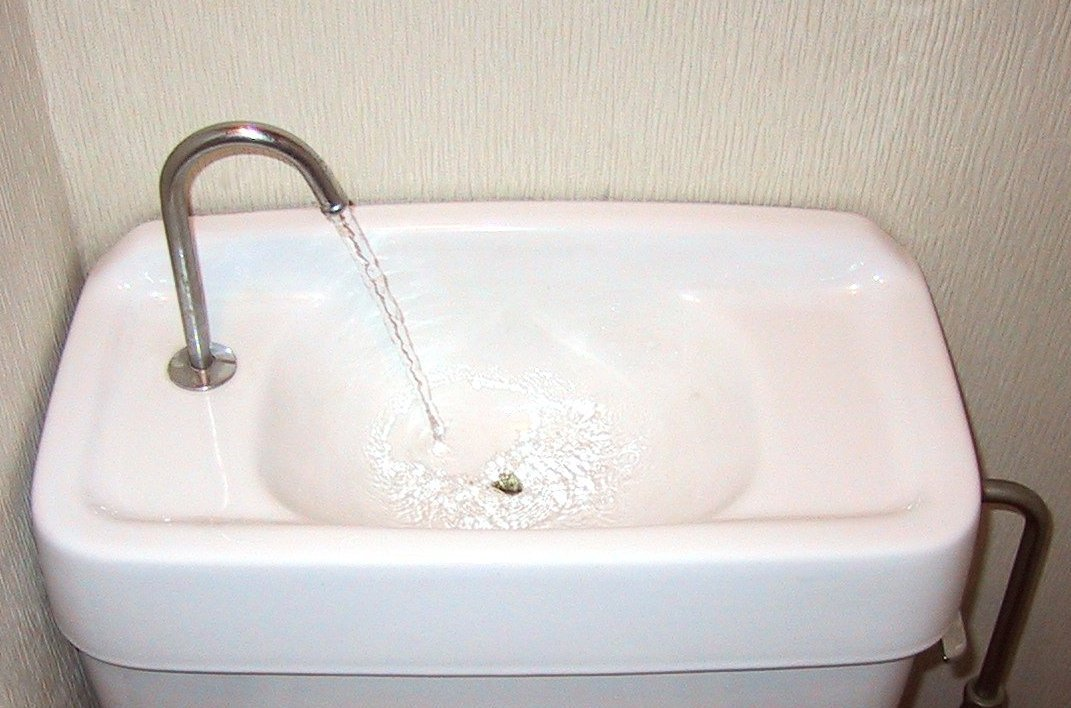
Umywalka nad zbiornikiem spłuczki klozetowej pozwala zaoszczędzić wodę – szara woda z umywalki spływa do spłuczki

Wpływ washletów na środowisko naturalne różni się od tego wywieranego przez tradycyjne muszle klozetowe. Washlety zużywają mniej wody, a funkcje samoczyszczenia zmniejszają ilość zużywanych detergentów. Niektóre ubikacje zmieniają nawet ilość wody zużywanej do spłukiwania, w zależności od tego czy deska klozetowa była podniesiona (co wskazuje na męską mikcję). Przyczyniają się również do mniejszego zużycia papieru toaletowego. Z drugiej strony pobierają również energię elektryczną. Szacuje się, że ich pobór to 5% energii zużywanej przez statystyczne japońskie domostwo. Z myślą o obszarach wiejskich zaprojektowano ubikacje, które zużywają bardzo mało wody lub w ogóle. Są one brane pod uwagę jako ubikacje awaryjne na wypadek trzęsienia ziemi.

## Ekonomika
Na unowocześnienie muszli klozetowej do poziomu japońskich washletów należy zapłacić co najmniej 200 USD, przy czym większość kosztuje około 500 USD. Najdroższe washlety, wraz z ceramiczną muszlą, mogą kosztować nawet 5000 USD.
Największym na świecie producentem ubikacji jest TOTO Ltd. Washlety i inne produkty związane z ubikacjami są produkowane przez takie japońskie firmy, jak: Inax, NAIS i Panasonic.
Wartość sektora ubikacji high-tech na świecie była szacowana na około 800 milionów USD w 1997 roku. Największym producentem był TOTO, który opanował 65% rynku, podczas gdy kolejny Inax miał 25% rynku. Głównym rynkiem washletów ciągle pozostaje Japonia. TOTO ocenia, że sprzedaż zagraniczna stanowi 5% ich obrotów. Głównym ich rynkiem zagranicznym są Chiny, gdzie TOTO sprzedaje ponad milion washletów rocznie. W Stanach Zjednoczonych sprzedaż jest ciągle mała, mimo że wzrosła z 600 sztuk miesięcznie w 2001 roku do 1000 sztuk miesięcznie w 2003. W Europie TOTO sprzedaje tylko 5000 washletów rocznie. Choć większość Europejczyków prawdopodobnie uznałaby japońskie washlety za ciekawostkę, liczba takich urządzeń instalowanych w Europie rośnie, głównie w ubikacjach dla osób niepełnosprawnych. W zależności od rodzaju upośledzenia osoby takie mogą mieć trudności z dosięgnięciem okolic odbytu w celu wyczyszczenia się po skorzystaniu z ubikacji, zaś wprowadzenie washletów z natryskiem wodnym i suszarką pozwala im na samodzielne korzystanie z ubikacji.
Istnieje szereg przyczyn niskiej sprzedaży urządzeń poza Japonią. Główną jest fakt, że potrzeba czasu, aby klienci przyzwyczaili się do idei washletu. Sprzedaż w Japonii była równie słaba w momencie prezentacji urządzenia w 1980 roku, ale po pewnym okresie, poczynając od 1985 roku, znacząco wzrosła. Około 1990 roku 10% japońskich domostw posiadało washlet, a ich liczba wzrosła do ponad 50% w 2002 roku. TOTO spodziewa się podobnego wzrostu w sprzedaży zagranicznej w ciągu kilku następnych lat. Kolejną przyczyną jest brak źródeł zasilania w pobliżu ubikacji, podczas gdy praktycznie wszystkie japońskie ubikacje posiadają blisko gniazdko elektryczne. W Australii, Nowej Zelandii, Irlandii i Wielkiej Brytanii ze względów bezpieczeństwa zabronione jest umieszczanie gniazdek elektrycznych o wysokim natężeniu w małej odległości od źródeł wody. Dodatkowo w Europie istnieje konkurencja ze strony tradycyjnego bidetu, a w Ameryce Północnej nie ma przyzwyczajenia do jakiegokolwiek rodzaju bidetu.
Ubikacje połączone z bidetem marek Clos-o-Mat (Total Hygiene) i Geberella (Balena) były produkowane w Szwajcarii jeszcze przed pojawieniem się washletów w Japonii. Sprzedawane są głównie szpitalom, osobom prywatnym i dla kilku wysokiej klasy restauracji. Mogą posiadać wyposażenie podobne do japońskiego.